# 켄트 호빈드

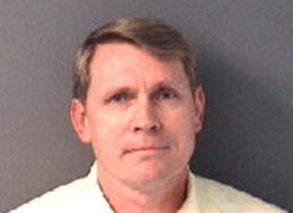

켄트 호빈트(1953년 1월 15일 ~ )은 미국의 창조론자

## 활동& 세미나, 토론
미국과 전세계를 돌아다니며 자비를 사용해 토론과 강연 비디오 제작을 한다. 강연료나 토론 참가비를 받지 않는다.